# Sútra srdce

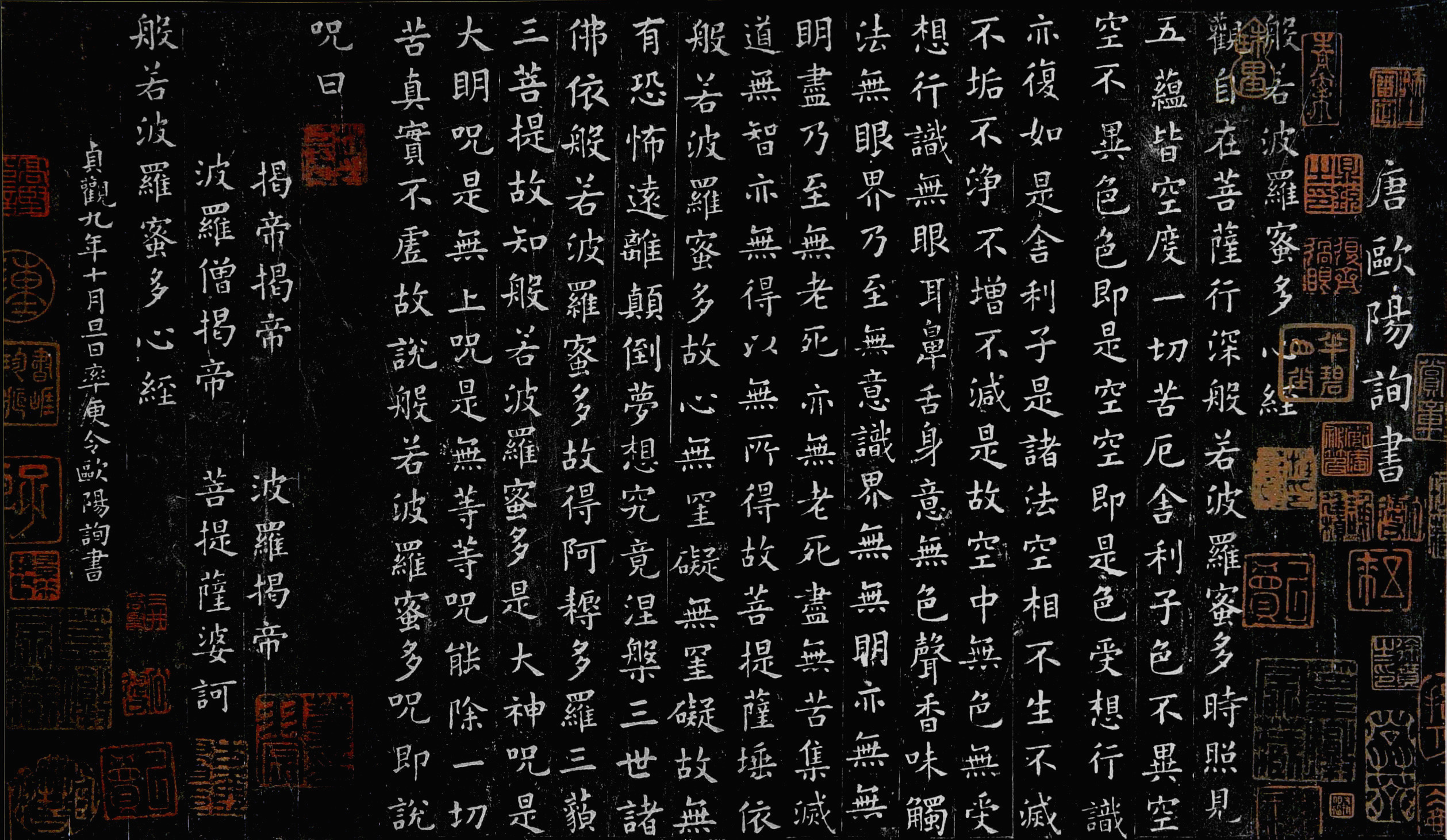
Čínský text Sútry srdce (kolem 635, autor Ou-jang Sün)

Sútra srdce (v sanskrtu प्रज्ञापारमिताहृदयसूत्र, pradžňápáramitáhrdajasútra; čínsky 般若波羅蜜多心經, po-že-po-luo-mi-tuo-sin-ťing, pinyin: Bōrě bōluómìduō xīnjīng; tibetsky šerabkji pharoltučhinpä ňingpo) je jedna z nejznámějších buddhistických súter.

## Obsah
Když jednou dlel Buddha Šákjamuni ve společenství mnichů a bódhisattvů, jeho žák Šáriputra se obrátil k Avalókitéšvarovi. Zeptal se ho, jakým způsobem mají synové a dcery ze vznešených rodů studovat Pradžňápáramitu. Odpověď Avalókitéšvary pak tvoří hlavní část sútry.
Avalókitéšvara Šáriputrovi sdělil, že musí pochopit, že všech pět složek (rúpa, vedaná, saňdžňá, sanskára, vidžňána), ze kterých se skládá osobnost, jsou ze své podstaty prázdné. Prázdné je tedy i myšlení a poznání. Prázdné jsou všechny jevy; nemají počátek ani konec. Jádro sútry lze vystihnout takto:
| „ | Tvar není nic jiného než prázdnota, prázdnota není nic než tvar. | “ |

Po promluvě Avalókitéšvary se Buddha vynořil ze samádhi a pogratuloval Avalókitéšvarovi za jeho vynikající vyjádření prázdnoty. I ostatní přítomní včetně těch ze světa lidí, asurů, gandharvů a dévů nadšeně velebili Avalókitéšvaru.

## Rozšíření
Stručnost spolu s hutným vyjádřením nejvyšší pravdy zapříčinily, že se sútra stala velmi oblíbenou a recitovanou, zejména pak ve Východní Asii a Tibetu. Sútra srdce patří k nejznámějším buddhistickým textům. Donald S. Lopez Jr. o ní dokonce hovoří jako o nejznámějším buddhistickém textu vůbec.